# Durtal
Durtal é uma comuna francesa na região administrativa da Pays de la Loire, no departamento de Maine-et-Loire. Estende-se por uma área de 60,58 km². Em 2010 a comuna tinha 3 447 habitantes (densidade: 56,9 hab./km²).